# Futsal Isola
L'Associazione Sportiva Dilettantistica Futsal Isola è stata una squadra italiana di calcio a 5 con sede nella frazione Isola Sacra di Fiumicino.

## Storia
Fondata nel 2008 da Massimiliano Mazzuca e Federica Poggio, la Futsal Isola è da subito protagonista di una bruciante scalata della piramide calcettistica italiana che la porta, ad appena otto anni dalla nascita, a conquistare la promozione in Serie A. Il debutto nella massima serie coincide con un incoraggiante pareggio per 4-4 contro il Kaos, a cui seguono altre prestazioni convincenti, come la vittoria per 2-1 contro la Luparense. Con il procedere della stagione emergono tuttavia i limiti tecnici della squadra, che chiude ultima in classifica con appena 3 vittorie e altrettanti pareggi. Poiché l'edizione 2016-17 non prevedeva retrocessioni dirette, gli aeroportuali disputano comunque i play-out, venendo nettamente sconfitti in entrambe le gare dalla CAME Treviso. La retrocessione in Serie A2 coincide con un ridimensionamento della società, che rinuncia alla categoria per iscriversi in Serie C1 con una squadra composta da giovani del posto. Al termine di un campionato di sofferenza l'Isola riesce a evitare, all'ultima giornata, la retrocessione diretta, centrando il terzultimo posto del girone A. Tuttavia, nei play-out la squadra è superata per 5-1 dall'Aranova, retrocedendo in Serie C2. Piuttosto che alimentare una concorrenza fratricida, durante l'estate del 2018 il presidente Mazzucca decide di rinunciare alla categoria per unire le forze con i concittadini del Real Fiumicino, neopromosso in Serie C2.

## Cronistoria
| Cronistoria del Futsal Isola |
| --- |
| - 2008 · Fondazione del Futsal Isola. - 2008-09 · ? nel girone ? di Serie D Lazio. Promossa in Serie C2 - 2009-10 · 1ª nel girone A di Serie C2 Lazio. Promossa in Serie C1. - 2010-11 · 5ª in Serie C1 Lazio. - 2011-12 · 1ª in Serie C1 Lazio. Promossa in Serie B. Semifinalista di Coppa Italia regionale. - 2012-13 · 3ª nel girone B di Serie B. 2º turno play-off promozione. 1ª fase di Coppa Italia di Serie B. - 2013-14 · 1ª nel girone D di Serie B. Promossa in Serie A2. 1ª fase di Coppa Italia di Serie B. - 2014-15 · 3ª nel girone B di Serie A2. Semifinalista play-off promozione. Semifinalista di Coppa Italia di Serie A2. - 2015-16 · 1ª nel girone B di Serie A2. Promossa in Serie A. Quarti di finale di Coppa Italia di Serie A2. - 2016-17 · 12ª in Serie A. Retrocessa in Serie A2. Sconfitta ai play-out. 1ª fase di Winter Cup. - 2017 · Rinuncia alla Serie A2 e iscrizione in Serie C1. - 2017-18 · 12ª nel girone A di Serie C1. Retrocessa in Serie C2. Sconfitta ai play-out. - 2018 · Scioglimento della società. |

## Partecipazione ai campionati
| Livello | Categoria | Partecipazioni | Debutto   | Ultima stagione |
| ------- | --------- | -------------- | --------- | --------------- |
| 1º      | Serie A   | 1              | 2016-2017 | 2016-2017       |
| 2º      | Serie A2  | 2              | 2014-2015 | 2015-2016       |
| 3º      | Serie B   | 2              | 2012-2013 | 2013-2014       |
| 4º      | Serie C1  | 3              | 2010-2011 | 2017-2018       |
| 5º      | Serie C2  | 1              | 2009-2010 | 2009-2010       |
| 6º      | Serie D   | 1              | 2008-2009 | 2008-2009       |

## Strutture
Durante l'unica stagione disputata in Serie A, la squadra ha disputato le partite interne presso il Pala To Live di Roma.